# Dov Ber Ben Avraham
El rabí Dov Ber Ben Avraham (en hebreu: דב בער ממזריטש) (Volínia, 1704 — Hannopil, 15 de desembre de 1772) també va ser conegut amb el nom de Maguid de Mezritch, Dov Ber va ser un deixeble del rabí Yisrael Baal Xem Tov, el fundador de l'hassidisme, i va ser escollit com el seu successor per liderar el moviment hassídic en els seus inicis. Dov Ber és considerat com un dels fundadors de la filosofia mística, i un seguidor dels ensenyaments del Baal Xem Tov.
Dov Ber, a través del seu lideratge i ensenyances, fou un arquitecte del moviment hassídic, el Maguid, va establir la seva base d'operacions a Mezritch, a Volínia. El centre de l'hassidisme fins aleshores havia estat a la vila de Medjíbij a Podíl·lia, a on el Baal Xem Tov havia concentrat la seva atenció en fer créixer un gran nombre de seguidors per fer créixer el seu moviment.
Després de la mort del Dov Ber, els seus seguidors van evitar seguir amb el lideratge unificat de les dues generacions anteriors, la tercera generació de líders hassídics va disseminar-se a través de diverses regions de l'Europa de l'Est, sota la inspiració dels fundadors de les diferents dinasties hassídiques, el moviment es va estendre ràpidament per Ucraïna, Polònia, Galítsia, i Rússia. El seu cos va ser enterrat a la vila d'Anipoli., (en ucraïnès: Ганнопіль) 